# Mai Thúc Huy
Mai Thiếu Đế (chữ Hán: 梅少帝; ? – 723?) là một vị vua truyền thuyết Việt Nam. Tương truyền, ông là người kế vị vua Mai Hắc Đế trong lịch sử Việt Nam.

## Thân thế
Theo các nguồn tư liệu gia phả, thần phả, Mai Thiếu Đế tên thật là Mai Thúc Huy, là con trai út của Mai Thúc Loan (Mai Hắc Đế). Chưa rõ Mai Thúc Huy là con của người vợ cả Đinh Ngọc Tô hay vợ thứ Phạm Thị Uyển (người Đường Lâm). Bản thân Mai Thiếu Đế không được ghi chép lại trong bất cứ nguồn sử liệu chính thống nào.

## Cuộc đời
Năm 722, sau khi kinh đô Vạn An thất thủ, Mai Hắc Đế tử trận. Tàn quân rút về căn cứ ở núi Đụn (Hùng Sơn). Đến giữa tháng 9 (ÂL) năm Quý Hợi (723), các tướng sĩ tôn Mai Thúc Huy lên làm vua.
Quân Đường do Dương Tư Húc và Quang Sở Khách chỉ huy truy quét đến tận Hùng Sơn. Mai Thiếu Đế cùng quân dân chống trả quyết liệt. Đến tháng 10 (ÂL), Hùng Sơn thất thủ, Mai Thiếu Đế bị Dương Tư Húc giết hại. Các binh sĩ còn lại đều tử chiến đến cùng.

## Thờ phụng
Trên núi Đụn ở xã Vân Diên cũ, nay là thị trấn Nam Đàn (tỉnh Nghệ An) có miếu thờ Mai Thiếu Đế (Mai Thúc Huy).